# Lump (Dachshund)
Lump (* 1956 in Stuttgart; † 29. März 1973) (auch Lumpi und Lumpito genannt) war ein Dackel (auch bekannt als Dachshund) im Besitz des spanischen Künstlers Pablo Picasso und gilt als „bedeutendstes Tiermodell der Kunstgeschichte“.

## Leben und kunstgeschichtliche Bedeutung
Der Hund befand sich ursprünglich im Besitz des Fotografen David Douglas Duncan. Dieser überließ ihn am 19. April 1957 bei einem Besuch im Haus Pablo Picassos bei Cannes dem spanischen Künstler, nachdem der Hund Picasso gegenüber eine auffällige Zuneigung demonstriert hatte.
Picasso entwickelte schnell eine innige Beziehung zu seinem neuen Hausgenossen, der ihm in den folgenden Jahren häufig als „Modell“ diente. So malte Picasso ein Porträt seines Dackelfreundes auf einen Teller und fertigte einige Bleistiftzeichnungen des Tieres an. Außerdem baute er den Hund in seine 45 Interpretationen von Velázquez’ Gemälde Las Meninas ein, die heute im Picasso-Museum in Barcelona zu finden sind. Dabei setzte er Lump an die Stelle der Bildszene, an der bei Velázquez der Spanische Mastiff des spanischen Königs zu sehen ist.
Laut Duncan war Picasso gerne von Tieren umgeben, aber kein Tier stand ihm so nahe wie Lump. So durfte Lump in Picassos Bett schlafen, aß vom Tisch und benutzte eine 2,10 m hohe bronzene Skulptur von Picasso im Garten als Urinal. Lump wurde u. a. berühmt durch den Buchtitel von Duncan: „Lump: The Dog Who Ate a Picasso“ (Lump: Der Hund, der einen Picasso fraß). Picasso modellierte aus Pappe und Zucker ein Kaninchen. Lump schnupperte daran und fraß es danach auf. Picasso äußerte sich über Lump, dass er weder Hund noch Mensch sei, sondern „wirklich jemand anderes“.
Lump starb am 29. März 1973, zehn Tage vor Picasso.